# Avenida Praia de Belas

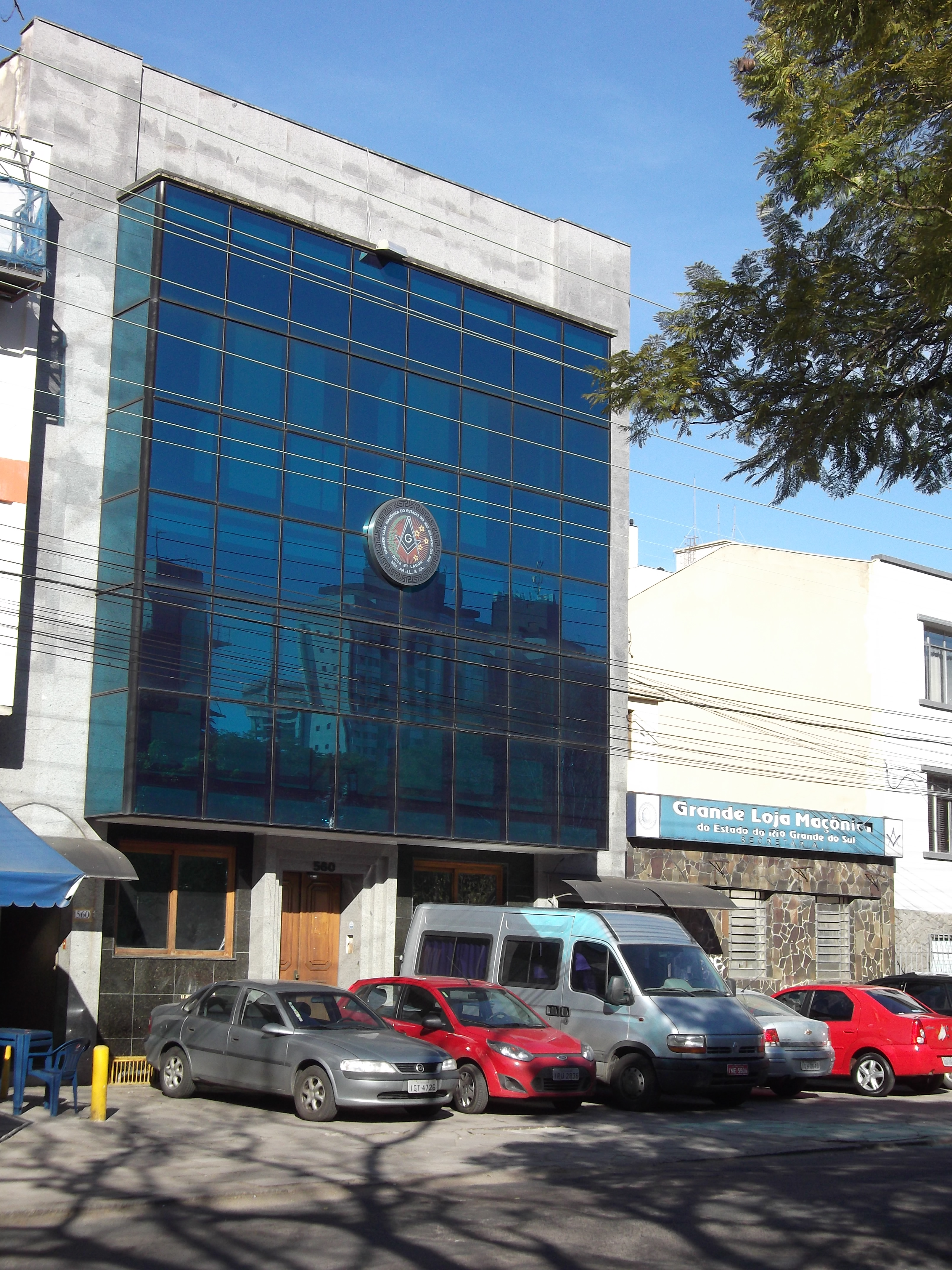
Grande Loja Maçônica do Estado do RS, localizada na Avenida Praia de Belas

A avenida Praia de Belas é uma importante e antiga via pública da cidade de Porto Alegre, capital do estado brasileiro do Rio Grande do Sul. Começa na avenida Borges de Medeiros, em frente ao Pão dos Pobres, no bairro Cidade Baixa, e termina na Rua José de Alencar, no bairro Menino Deus. A via tem cerca de 2,3 mil metros e batiza o bairro Praia de Belas.
Localizam-se na Avenida Praia de Belas o Grêmio Náutico Gaúcho, a Grande Loja Maçônica do Estado do Rio Grande do Sul, a praça Isabel, a Católica, a Justiça Militar do Estado - Tribunal Militar, o Tribunal Regional do Trabalho da 4ª Região e o Praia de Belas Shopping.

## Histórico
Desde o princípio do século XIX, o caminho que margeia o Guaíba foi chamada de Praia de Belas ou Caminho de Belas. É um do topônimos tradicionais com origem controvertida. Segundo Antônio Álvares Pereira Coruja, o caminho teria sido aberto pelo Conde da Figueira, governador da capitania entre 1818 e 1821, e como ele fosse filho de uma titular da nobreza lusitana, a Condessa ou Marquesa de Belas, assim se pôs à rua ou praia esse nome. Embora Coruja fosse contemporâneo da própria abertura do caminho, sua explicação não pareceu muito convincente aos historiadores Walter Spalding e Sérgio da Costa Franco, que no livro Porto Alegre: Guia Histórico escreveu que como todos os topônimos da primitiva vila e mesmo da cidade de Porto Alegre, até 1843, foram espontâneos, nascidos da inspiração popular, nenhum deles denominando autoridades, mas sim referindo moradores da área, era muito estranho que o título nobiliárquico da genitora do governador da capitania fosse adotado para denominar um modesto caminho de beira-rio. Sobretudo porque, no mesmo caminho, coincidentemente, morava um homem, pessoa conhecida e de expressão na comunidade local, chamado Antônio Rodrigues Belas, que foi procurador da Santa Casa e administrador da construção da doca do mercado.
Em meados do século XIX, embora continuassem como lugar de chácaras e sítios, a Praia de Belas começou a ser povoada. Em 1869, o presidente da Província de São Pedro do Rio Grande do Sul nomeou uma comissão para dirigir a construção de um cais de pedra na Praia de Belas, a partir da Ponte de Pedra. Esse cais, iniciado em 1870, foi prolongado mais tarde até as imediações da antiga cadeia. O fato deu margem a uma crônica de Aquiles Porto Alegre, chamada O Cais da Cidade Baixa.

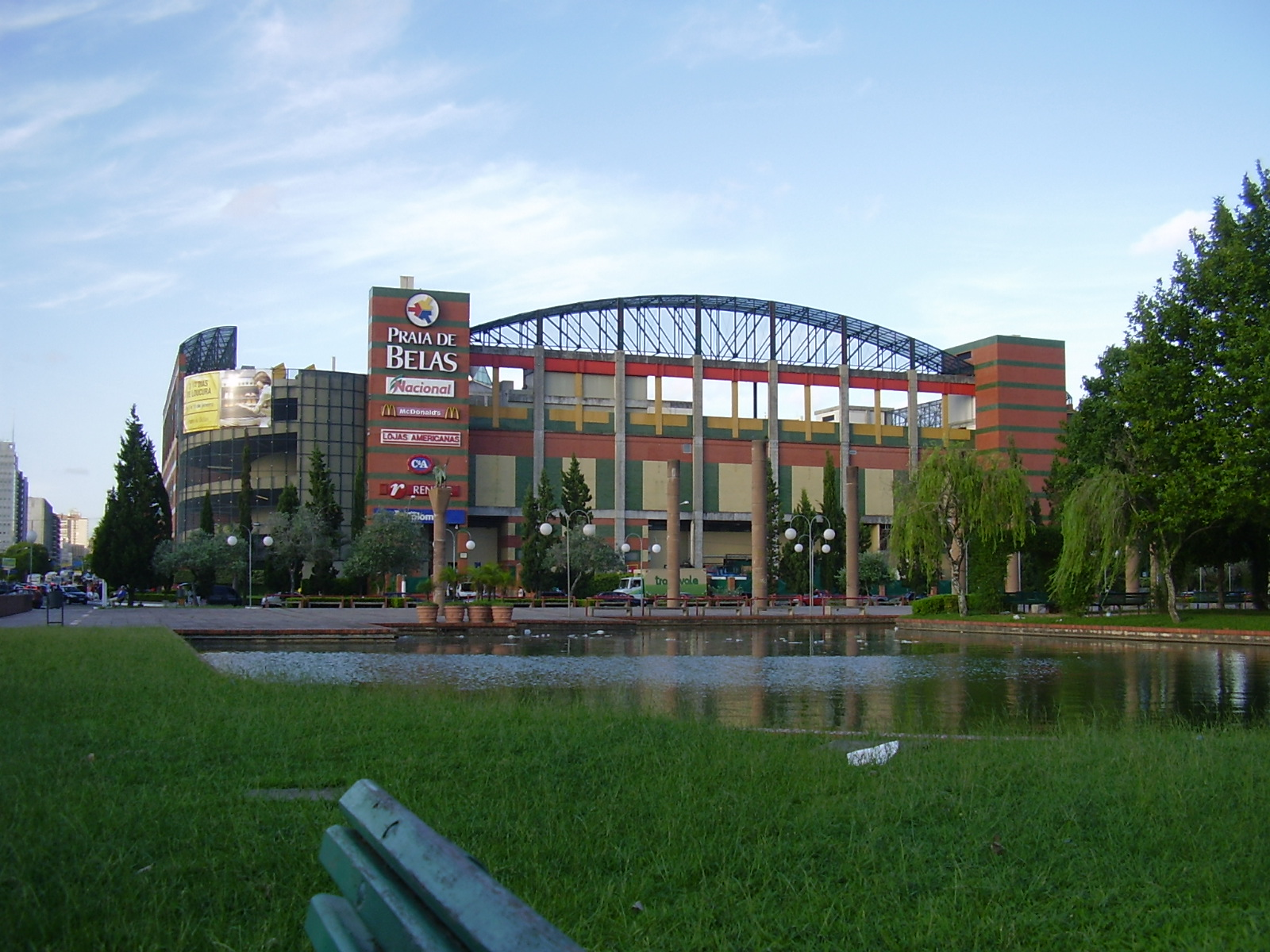
Praia de Belas Shopping, localizado na Avenida Praia de Belas

Como o Guaíba apresentasse pequena profundidade e tendesse, cada vez mais, a aumentar seu assoreamento, o município projetou ali um grande aterro, que conquistaria uma larga faixa ao lago. O projeto de aterramento foi aprovado por lei de 10 de novembro de 1955. A sua execução, consumada nos anos subsequentes, propiciou a construção da Avenida Beira-Rio e do Parque Marinha do Brasil, e fez com que a Praia de Belas ficasse afastada da margem do lago, perdendo inteiramente suas características originais, a de uma praia de água doce.
Lei municipal de 7 de novembro de 1961 oficializou o nome da via como Avenida Praia de Belas.